# Eremobium nefudicum
Eremobium nefudicum là một loài thực vật có hoa trong họ Cải. Loài này được (Velen.) B.L.Burtt & Rech.f. mô tả khoa học đầu tiên năm 1962.